# Непрерывка
Непреры́вка — посёлок при станции в Ленинск-Кузнецком районе Кемеровской области. Входит в состав Драченинского сельского поселения.

## География
Центральная часть населённого пункта расположена на высоте 179 метров над уровнем моря.

## Население
По данным Всероссийской переписи населения 2010 года, в посёлке при станции Непрерывка проживает 98 человек (43 мужчины, 55 женщин).